# Wesley Person
Wesley Lavon Person (Brantley, Alabama, 28 de marzo de 1971) es un exjugador de baloncesto estadounidense que disputó 11 temporadas en la NBA. Con 1,98 metros de altura, jugaba en la posición de escolta. Es el hermano pequeño del también exjugador profesional Chuck Person, y padre del actual jugador profesional Wesley Person Jr..

## Trayectoria deportiva

### Universidad
Jugó durante 4 temporadas con los Tigers de la Universidad de Auburn, donde consiguió ser All-American para Associated Press en 1994, y estuvo incluido en tres ocasiones en el mejor quinteto de la Southeastern Conference. En el total de su carrera universitaria promedió 19,1 puntos y 6,5 rebotes por partido, acabando como líder histórico de los Tigers en triples anotados (262) y en porcentaje de 3 puntos (44,1%).
Su camiseta con el número 11 fue retirada como homenaje por su universidad el 18 de febrero de 2006, junto a la del 45 de su hermano Chuck.

### Profesional
Fue elegido en la vigesimotercera posición del Draft de la NBA de 1994 por Phoenix Suns, donde tras promediar en su primera temporada 10,4 puntos y 2,6 rebotes fue incluido en el segundo mejor quinteto de rookies de la liga. Jugó dos temporadas más en los Suns, hasta la temporada 1997-98 en la que fue traspasado a Cleveland Cavaliers en un acuerdo a tres bandas por el cual los Cavs recibían a Tony Dumas además de Person, los Suns se quedaban con Antonio McDyess y Denver Nuggets recibía una primera elección del draft de Cleveland y dos primeras y dos segundas rondas de Phoenix.
En su primera temporada con los Cavs fue el jugador de la liga que más tiros de 3 puntos lanzó y que más anotó, quedando en séptima posición en porcentaje, subiendo su promedio de puntos hasta los 14,7 por partido. Jugó en este equipo durante cuatro temporadas más, pero varias lesiones mermaron considerablemente su juego. En la temporada 2002-03 fue traspasado a Memphis Grizzlies a cambio de Nick Anderson y los derechos en el draft de Matt Barnes.  Tras una temporada discreta, fue traspasado a poco de comenzar la siguiente a Portland Trail Blazers junto con una primera ronda del draft y dinero a cambio de Bonzi Wells. Apenas jugó 33 partidos antes de verse envuelto en otro traspaso múltiple: en este caso se fue a Atlanta Hawks junto con Rasheed Wallace a cambio de Shareef Abdur-Rahim, Theo Ratliff y Dan Dickau.
Únicamente jugó 9 partidos con los Hawks. En 2004 firmó como agente libre por Miami Heat, los cuales se deshicieron de él dos meses después, firmando con Denver Nuggets. Al término de esa temporada, y con 33 años de edad, decide retirarse del baloncesto en activo. En el total de su carrera profesional promedió 11,2 puntos y 3,3 rebotes por partido. consiguió un 41,8% de efectividad en los tiros de 3, el séptimo más alto de la historia de la NBA y el segundo mejor de entre los 30 mayores anotadores de triples de la liga.

## Estadísticas de su carrera en la NBA

### Temporada regular
| Año     | Equipo    | PJ  | PT  | MPP  | %TC  | %3P  | %TL   | RPP | APP | ROB | TPP | PPP  |
| ------- | --------- | --- | --- | ---- | ---- | ---- | ----- | --- | --- | --- | --- | ---- |
| 1994-95 | Phoenix   | 78  | 56  | 23.1 | .484 | .436 | .792  | 2.6 | 1.3 | .6  | .3  | 10.4 |
| 1995-96 | Phoenix   | 82  | 47  | 31.8 | .445 | .374 | .771  | 3.9 | 1.7 | .7  | .3  | 12.7 |
| 1996-97 | Phoenix   | 80  | 42  | 29.1 | .453 | .413 | .798  | 3.7 | 1.5 | 1.1 | .3  | 13.5 |
| 1997-98 | Cleveland | 82  | 82  | 39.0 | .460 | .430 | .776  | 4.4 | 2.3 | 1.6 | 0.6 | 14.7 |
| 1998-99 | Cleveland | 45  | 42  | 29.8 | .453 | .375 | .604  | 3.2 | 1.8 | .8  | .4  | 11.2 |
| 1999-00 | Cleveland | 79  | 38  | 26.0 | .428 | .424 | .792  | 3.4 | 1.8 | .5  | .2  | 9.2  |
| 2000-01 | Cleveland | 44  | 22  | 21.8 | .438 | .405 | .800  | 3.0 | 1.5 | .6  | .3  | 7.1  |
| 2001-02 | Cleveland | 78  | 78  | 35.8 | .495 | .444 | .798  | 3.8 | 2.2 | 1.0 | .5  | 15.1 |
| 2002-03 | Memphis   | 66  | 44  | 29.4 | .456 | .433 | .814  | 2.9 | 1.7 | .6  | .3  | 11.0 |
| 2003-04 | Memphis   | 16  | 0   | 17.8 | .308 | .256 | .750  | 1.1 | 1.4 | .3  | .1  | 5.2  |
| 2003-04 | Portland  | 33  | 0   | 18.8 | .476 | .474 | .760  | 2.2 | 1.2 | .3  | .2  | 6.5  |
| 2003-04 | Atlanta   | 9   | 0   | 14.7 | .333 | .421 | 1.000 | 2.8 | .6  | .3  | .1  | 4.4  |
| 2004-05 | Miami     | 16  | 3   | 12.9 | .439 | .381 | 1.000 | 1.4 | .7  | .4  | .0  | 3.9  |
| 2004-05 | Denver    | 25  | 0   | 18.4 | .485 | .485 | .556  | 2.4 | 1.1 | .5  | .2  | 8.1  |
| Total   | Total     | 733 | 454 | 28.3 | .457 | .418 | .778  | 3.3 | 1.7 | .8  | .3  | 11.2 |

### Playoffs
| Año   | Equipo    | PJ | PT | MPP  | %TC  | %3P  | %TL  | RPP | APP | ROB | TPP | PPP  |
| ----- | --------- | -- | -- | ---- | ---- | ---- | ---- | --- | --- | --- | --- | ---- |
| 1995  | Phoenix   | 10 | 10 | 24.7 | .410 | .378 | .917 | 2.1 | 1.1 | .3  | .2  | 9.6  |
| 1996  | Phoenix   | 4  | 4  | 45.8 | .393 | .310 | .800 | 5.8 | .8  | .8  | .3  | 14.3 |
| 1997  | Phoenix   | 5  | 1  | 32.6 | .472 | .424 | .778 | 6.6 | 1.2 | .8  | .6  | 15.6 |
| 1998  | Cleveland | 4  | 4  | 34.0 | .379 | .368 | .750 | 2.3 | 2.5 | .8  | .0  | 8.0  |
| 2005  | Denver    | 4  | 0  | 13.5 | .429 | .375 | .000 | .3  | .3  | .3  | .0  | 3.8  |
| Total | Total     | 27 | 19 | 29.0 | .417 | .373 | .821 | 3.2 | 1.1 | .5  | .2  | 10.3 |